# Оборин, Антон Иванович
Анто́н Ива́нович Обо́рин (2 ноября 1903 года, д. Власы Пермского уезда Пермской губернии — 18 мая 1977 года, Пермь) — советский учёный, биолог, географ, почвовед, доктор биологических наук, заведующий кафедрой почвоведения Пермского университета (1948—1950), директор ЕНИ при ПГУ (1950—1957), декан геолого-почвенного (1937—1938), геолого-географического (1941—1942), биологического (1960—1965) факультетов ПГУ, основатель научной школы «Экология почв». Внёс заметный научный вклад в развитие мелиоративного почвоведения и, прежде всего, мелиорации солонцов в лесостепном Зауралье.
Отец археолога В. А. Оборина и геолога А. А. Оборина.

## Биография
С 1917 по 1921 год работал на Мотовилихинском заводе рассыльным и подручным токаря по металлу. Одновременно с работой на заводе учился на вечернем рабфаке.
1922—1927 годы — учёба на агрономическом факультете Пермского университета.
С 1930 года находился в аспирантуре при Биологическом научно-исследовательском институте ПГУ (специальность «Почвоведение»). Одновременно (с 1927 года) работал почвоведом и руководителем почвенного отряда в экспедициях Института агропочвоведения «РАСХНИЛ» и Уралоблзу, принимал участие в Троицкой и Курганской экспедициях, которые производили почвенно-геоботаническое обследование Зауральского региона.
В 1932 году защитил диссертацию на степень кандидата сельскохозяйственных наук. В 1932—1942 годах — член местного комитета и Пленума обкома союза работников высшей школы.
В 1932—1946 годы — доцент и и. о. заведующего кафедрой почвоведения Пермского университета. Научные работы А. И. Оборина того времени стали отправными в изучении почв Урала.В 1933—1934 годах — депутат Пермского горсовета.
1934—1938 годы — заведующий Троицким лесостепным заповедником. Большую часть экспериментальных научных работ проводил на его базе. В истории заповедника А. И. Оборину принадлежит особое место.
В 1937—1938 годы — декан геологического, а затем в 1941—1942 годы — декан геолого-почвенного факультета Пермского университета. Эту должность унаследовал, а потом передал 15 декабря 1942 года Г. А. Максимовичу (пр. № 105 от 16 декабря 1942 года), впоследствии — геологу с мировым именем. На географическом факультете сегодняшнего университета А. И. Оборин до сих пор считается одним из его основоположников, давшим начало почвенно-географическому направлению в подготовке студентов. В 1939—1947 годы — депутат Дзержинского райсовета.
В 1941—1943 годы — проректор Молотовского университета по административно-хозяйственной работе. В 1943—1945 годы и 1950—1954 годы — член партбюро университета.
1946—1948 годы — заведующий сельскохозяйственным отделом Молотовского обкома ВКП(б). По совместительству продолжал педагогическую работу в Пермском университете. Доцент и и. о. заведующего кафедрой почвоведения Молотовского университета, одновременно секретарь университетского партбюро (1948—1950).
1950—1957 годы — директор Естественно-научного института при Молотовском университете. В 1953—1957 годах — депутат Молотовского горсовета.
1957—1959 годы — заведующий сектором агрохимии и почвоведения Естественно-научного института. Одновременно читал в университете лекционные курсы по почвоведению и географии почв. С 1959 года — доцент, а с 1964 года — профессор кафедры почвоведения ПГУ.
В 1963 году после более трех десятилетий полевых опытов и испытания посевов различных культур защитил докторскую диссертацию на тему «Мелиорация солонцов в лесостепном Зауралье» в Почвенном институте им. В. В. Докучаева.
Результаты исследований использовались в сельском хозяйстве Зауралья, Госплан СССР опирался на эти рекомендации при разработке нормативов по гипсованию солонцов. Тем самым А. И. Оборин внёс заметный вклад в развитие мелиоративного почвоведения.
1960—1965 годы — декан биологического факультета ПГУ.
С 1964 по 1974 год — профессор кафедры почвоведения, с 1974 по 1977 годы — профессор-консультант кафедры.
Сыновья также стали профессорами Пермского университета: Владимир (1929—1995) — археолог, Александр (1933—2008) — геолог.

## Награды
- Медаль «Медаль «За доблестный труд в Великой Отечественной войне 1941—1945 гг.» (1945)
- Орден «Знак Почёта» (1953).

## Основные работы
- Генкель П. А., Оборин А. И., Глумов Г. А., Данини Е. С., Колотова С. С. Материалы по комплексному изучению и мелиорации солонцов // Тр. Биол. НИИ при Молотов. ун-те. Пермь, 1935. Т. 7, вып. 1-2. 141 с.
- Оборин А. И. О роли мульчирования при освоении солонцов в неорошаемом земледелии// Сов. агрономия. 1939. № 2-3.
- Оборин А. И. О мелиорации и освоении солонцов в условиях неорошаемого земледелия чернозёмной полосы Западной Сибири // Вопр. мелиорации солонцов. М., 1958. С. 239—278.
- Оборин А. И. Опыт химической мелиорации и окультуривания солонцов в лесостепном Зауралье в условиях неорошаемого земледелия // Матер. совещ. по освоению и окультуриванию солонцов. М., 1959. 19 с.
- Оборин А. И. Изменение уровня и степени минерализации грунтовых вод и влияние их на почвы и растительность лесостепного Зауралья/ Докл. Перм. отд. геогр. общества // Вопр. географии и охраны природы Урала. Пермь, 1960. Т. 1, вып. 2-4.
- Оборин А. И. Об использовании солонцов под посевы кукурузы в условиях лесостепного Зауралья: Докл. Перм. отд. геогр. общества // Там же.
- Оборин А. И. Освоение и окультуривание солонцов// За высокую культуру земледелия. Челябинск, 1962.
- Оборин А. И. Мелиорация солонцов в лесостепном Зауралье: Автореф. дис…. д-ра с.-х. наук. Пермь, 1962. 40 с.
- Оборин А. И. Результаты и задачи исследования по мелиорации солонцов лесостепного Зауралья// Мелиорация солонцов: Матер. науч.- метод. совещ. М., 1966. С. 51-64.
- Оборин А. И. Мелиорация солонцов в лесостепном Зауралье в условиях неорошаемого земледелия // Координационный отчет за 1966 г. по теме «Разработка способов мелиорации солонцов и солонцеватых почв в условиях орошения и на богаре». Почв. ин-т им. В. В. Докучаева. М., 1967. С.28-30.
- Оборин А. И. Мелиорация солонцов в лесостепном Зауралье в условиях неорошаемого земледелия // Координационный отчет за 1968 г. по теме «Разработка способов мелиорации солонцов и солонцеватых почв в условиях орошения и на богаре». Почв. ин-т им. В. В. Докучаева. М., 1969. С. 22-24.
- Оборин А. И. Мелиорация солонцов в лесостепной зоне Зауралья // Координационный отчет за 1969 г. по теме «Разработка способов мелиорации солонцов и солонцеватых почв в условиях орошения и на богаре». Почв. ин-т им. В. В. Докучаева. М., 1970. С. 24-25.
- Оборин А. И. О химической мелиорации и освоении солонцов в лесостепном Зауралье // Вопросы химизации земледелия Зауралья. Челябинск, 1971. Вып. 1. С. 315—371.
- Оборин А. И., Главатских Л. К. Методические рекомендации по летней почвенной практике в Троицком лесостепном заповеднике. Пермь, 1980. 40 с.
- Оборин А. И., Жуйкова О. З. Солевой режим среднестолбчатого солонца в связи с химической мелиорацией // Методы повышения плодородия почв на Урале. Пермь, 1981. С. 37-42.
- Оборин А. И., Каменщикова В. И., Хоменко Л. Т. О продолжительности действия гипса и сернокислого железа на свойства солонцов и развитие возделывания на них сельскохозяйственных культур // Совершенствование приемов и методов мелиорации солонцов. М., 1976. С. 82-83.
- Оборин А. И., Кожин В. И. Улучшение и использование солонцов и солончаковых почв лесостепного Зауралья. Челябинск, 1959. 72 с.
- Оборин А. И., Таскаева В. З. Опыт повышения плодородия солонцов в лесостепном Зауралье // Мелиорация солонцов: Матер. науч.- метод. совещ. М., 1967. С. 230—234.
- Оборин А. И., Таскаева В. З., Гоголева Л. А., Каменщикова В. И., Копанева Л. П. Мелиорация солонцов в лесостепном Зауралье в условиях неорошаемого земледелия // Координационный отчет за 1967 г. по теме «Разработка способов мелиорации солонцов и солонцеватых почв в условиях орошения и на богаре». Почв. ин-т им. В. В. Докучаева. М., 1968. С. 39-40.
- Оборин А. И., Таскаева В. З., Каменщикова В. И. Результаты комплексных исследований по мелиорации солонцов с применением гипса и сернокислого железа// Мелиорация солонцов: Тр. Почв. ин-та В. В. Докучаева. М., 1972. Ч. 2. С. 98-110.
- Оборин А. И., Таскаева В. З., Каменщикова В. И., Заболотских А. С. Мелиорация солонцов в лесостепном Зауралье в условиях неорошаемого земледелия // Координационный отчет за 1971 г. по теме «Усовершенствование методов мелиорации солонцов, солонцеватых почв и комплексных солонцовых земель». Почв. ин-т им. В. В. Докучаева. М., 1972. С. 67-71.
- Оборин А. И., Таскаева В. З., Треногина З. С., Хоменко Л. Г., Каменщикова В. И. Мелиорация засоленных почв Троицкого заповедника// Исследование биоценозов лесостепи Зауралья / УНЦ АН СССР. Свердловск, 1984. С. 41-47.
- Оборин А. И., Панин П. С., Еремченко О. З. Производительность мелиорированных солонцов в богарных условиях // Мелиорация и сельскохозяйственное использование солонцов Западной Сибири и Зауралья. Новосибирск, 1986. С. 89-108.